# Bartel BM-5
Die Bartel BM-5 war ein von der in Poznań beheimateten „Großpolnischen Flugzeugfabrik AG“ (Wielkopolska Wytwórnia Samolotów, kurz WWS) hergestelltes Schulflugzeug der späten 1920er Jahre.

## Entwicklung
Der Chefkonstrukteur der WWS, Ryszard Bartel, leitete diesen Typ aus der BM-4 als vergrößerte Weiterentwicklung für die Motorenklasse ab 200 PS ab. Beide Flugzeuge wurden aufgrund des gleichen Programms geschaffen, das das polnische Luftfahrtministerium zur Unterstützung der inländischen Luftfahrtindustrie 1927 ins Leben gerufen hatte, um die polnischen Luftstreitkräfte mit geeigneten Schulflugzeugen auszustatten. Es wurden zwei Prototypen in Auftrag gegeben, von denen der erste als BM-5a bezeichnet wurde und ein Austro-Daimler-Triebwerk erhielt, mit dem er am 27. Juli 1928 seinen Erstflug absolvierte. Die nachfolgende Erprobung bestätigte die für ein Schulflugzeug wichtigen gutmütigen Flugeigenschaften, die bereits die BM-4 für diese Aufgabe prädestiniert hatten. Bei der polnischen Nationalausstellung in Poznań wurde die BM-5a im Mai 1929 der Öffentlichkeit vorgestellt. Einen Monat zuvor war der in einigen Punkten verbesserte zweite Prototyp am 15. April zu seinem ersten Flug gestartet. Er war mit einem italienischen SPA-6A-Motor mit 220 PS ausgestattet und erhielt das Kürzel BM-5b. Auch er absolvierte die Flugtests ohne Beanstandungen und wurde als Ausgangstyp für die Serienfertigung ausgewählt, die 1929 begann und sowohl die Version BM-5a mit dem Austro-Daimler- als auch die BM-5b mit dem SPA-Antrieb umfasste. 1930 endete die Fertigung nach 40 gebauten BM-5, die hauptsächlich an der Zentralen Flugschule der Luftstreitkräfte in Dęblin zum Einsatz kamen.
Inzwischen war der zweite Prototyp BM-5b auf einen spanischen Hispano-Suiza-8Fb-Achtzylindermotor mit 300 PS umgerüstet und als BM-5c mit guten Ergebnissen getestet worden. Diese Ausführung wurde ebenfalls für den Serienbau vorgesehen, doch verzögerte ein Brand, der 1931 große Teile der WWS-Fertigungsanlagen zerstörte und im Wesentlichen zum finanziellen Ruin des Unternehmens im Jahr 1931 beitrug, die Auslieferung. Erst 1932 konnten den Luftstreitkräften 20 BM-5c übergeben werden, die ebenfalls an der Dębliner Flugschule flogen. Nach einiger Zeit wurden bei 20 BM-5 die ursprünglichen Triebwerke durch von Škoda in Lizenz gebauten Sternmotoren vom Typ Wright J-5 „Whirlwind“ ersetzt. Diese Exemplare konnten dank ihrer Langlebigkeit noch lange Zeit geflogen werden und einige standen noch beim Überfall auf Polen im September 1939 im Dienst der polnischen Streitkräfte.

## Technische Daten
| Kenngröße             | Daten (BM-5a)                                                                            |
| --------------------- | ---------------------------------------------------------------------------------------- |
| Besatzung             | 2                                                                                        |
| Spannweite            | 11,20 m                                                                                  |
| Länge                 | 7,81 m                                                                                   |
| Höhe                  | 3,18 m                                                                                   |
| Flügelfläche          | 31 m²                                                                                    |
| Leermasse             | 906 kg                                                                                   |
| Startmasse            | 1294 kg                                                                                  |
| Antrieb               | ein flüssigkeitsgekühlter Sechszylinder-Reihenmotor Austro-Daimler 6 mit 220 PS (162 kW) |
| Höchstgeschwindigkeit | 164 km/h in Bodennähe                                                                    |
| Steigzeit             | 8,10 min auf 1000 m Höhe                                                                 |
| Dienstgipfelhöhe      | 3800 m                                                                                   |